# Stanisław Gratkowski (grafik)

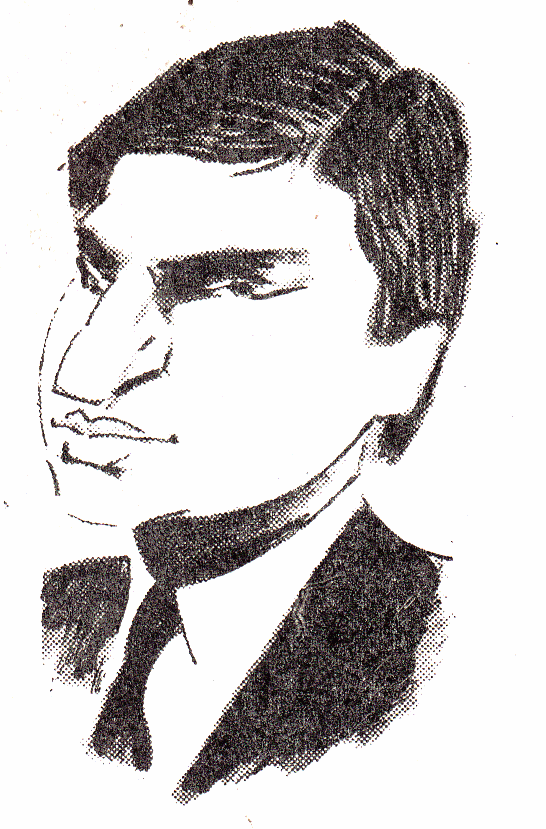
Karykatura A. Kwaśniewskiego z roku 1985, gdy zostawał ministrem sportu, "Karuzela" nr 24/691

Stanisław "Ibis" Gratkowski (ur. 7 maja 1923 w Rypinie, zm. 1988) – polski malarz, grafik i karykaturzysta. Wieloletni kierownik graficzny dwutygodnika "Karuzela". Autor zbiorów rysunków satyrycznych pt. Piórkiem Ibisa oraz Ale kino czyli 40x40. Autor plakatu "Szczekaczki" z 1953 szkalującego polskie rozgłośnie radiowe nadające zza żelaznej kurtyny i grafik antysemickich w prasie marca 1968.
Pochowany na cmentarzu komunalnym Doły w Łodzi (kw. 17, rz. 6, grób 28).